# Bestエフォート
株式会社Bestエフォート（ベストエフォート、英: Best Effort Co.,Ltd） は、東京都豊島区に本社を置く、NTT東日本/NTT西日本 法人回線取次・販売委託事業、ナチュラルミネラルウォーター販売取次事業、不動産アライアンス事業、助成金/Pマーク/マイナンバー一括コンサルティング業務、自社光回線卸し売り事業『Best光』・プロバイダー事業『BestNet』・シェアードサービス『IoTマンション』を行う企業である。

## 沿革
- 2012年（平成24年）
  - 6月 - 株式会社Bestエフォート設立。
  - 7月 - NTT代理店として活動開始。
  - 12月 - 法人ソリューション事業開始。
- 2013年（平成25年）
  - 3月 - 東京都豊島区池袋へ移転。
  - 11月 - 子会社として会社株式会社Bestコンサルティング設立、高田馬場オフィス開設、ウォーターサーバー事業開始。
- 2014年（平成26年）
  - 11月 - NTT東日本優良事例発表会準優秀得、仙台支店設立。
- 2015年（平成27年）
  - 1月 - 2015ベストベンチャー100認定[3]。
  - 3月 - モバイルソリューション事業開始。
  - 8月 - 本社を東池袋へ移転。
  - 11月 - NTT東日本優良事例発表会最優秀獲得。
- 2016年（平成27年）
  - 2月 - ウォーターサーバー取次1次事業開始。
  - 3月 - 自社商品「Best光」サービス リリース
  - 4月 - プライバシーマーク取得（認定番号：21001122（01））[4]。
  - 9月 - 子会社として株式会社BestaA設立、株式会社プレミアムウォーターホールディングスとの合弁会社 株式会社Bestライフソリューション設立。
  - 10月 - 仙台「89ERS」光サービス開始、仙台第二支店開設。
- 2017年（平成28年）
  - 1月 - NTT東日本主催:平成28年度営業チャネル優良事例発表会 最優秀賞＆優秀賞受賞。

## 支店・営業所
- 仙台支店（宮城県仙台市青葉区花京院2-1-65 花京院プラザビル10F）
- 仙台営業所（宮城県仙台市青葉区一番町4丁目7−17 小田急不動産仙台ビル7F）
- 石巻営業所（宮城県石巻市中里2丁目1-8-2 SEKITOMO EAST BLDG 3F）

## グループ会社
- 株式会社ITサポート
- 株式会社Bestライフソリューション
- 株式会社Bestパートナー
- 日本総合情報通信株式会社